# Van Dave Harmon
Van Dave Gbowea Harmon (ur. 22 września 1995 w Gbalatuah) – liberyjski piłkarz grający na pozycji napastnika. Od 2023 roku jest zawodnikiem klubu Al-Wahda SC.

## Kariera klubowa
Swoją karierę piłkarską Harmon rozpoczął w klubie Barrack Young Controllers FC. W sezonie 2013/2014 zadebiutował w jego barwach w pierwszej lidze liberyjskiej. W debiutanckim sezonie wywalczył z nim mistrzostwo kraju. W sezonie 2015/2016 grał w senegalskim Diambars FC, a w sezonie 2016/2017 znów był zawodnikiem Barrack Young Controllers. Następnie grał w takich klubach jak: łotewski FK Metta (2018), czeski 1. SC Znojmo (2019), kosowskie KF Drenica Srbica (2019) i KF Feronikeli Glogovac (2020) i albański KF Laçi (2020-2022), z którym wywalczył wicemistrzostwo Albanii w sezonie 2021/2022. W sezonie 2022/2023 był zawodnikiem kosowskiego KF Ballkani Suva Reka. Latem 2023 przeszedł do omańskiego Al-Wahda SC.

## Kariera reprezentacyjna
W reprezentacji Liberii Harmon zadebiutował 4 września 2016 roku w przegranym 1:4 meczu kwalifikacji do Pucharu Narodów Afryki 2017 z Tunezją, rozegranym w Monastyrze.